# 恋のカラフルパレット
「恋のカラフルパレット」（こいのカラフルパレット）は、日本の女性ボーカル&ダンスユニットPinkishの4作目となるシングル。

## 概要
「恋のカラフルパレット」はフレンチ・ポップス風の楽曲。
カップリング曲「ふる里」は、アルバム『PS.童謡のふる里から』収録の童謡「ふるさと」とは別のオリジナル曲。Pinkish作詞であり、利根川の夕やけ空などPinkishのふる里加須市の情景が歌詞に散りばめられている。
CDの帯に書かれたキャッチコピーは、"Pinkishが奏でるカラフルでポップなアイノメロディー"
埼玉県加須市出身の“ハイブリッド童謡アイドル・グループ”Pinkishの1年ぶり(2014年時)となるシングル。サウンド・プロデューサー小西貴雄(ウルトラマンギンガS音楽監修、中西圭三、広瀬香美他)の完全書き下ろしによるPinkish初のラヴ・ソングを披露。 (C)RS

## 収録曲
1. 恋のカラフルパレット
  - 作詞：安藤貴子、Pinkish / 作曲・編曲：小西貴雄
2. ふる里
  - 作詞：安藤貴子、Pinkish / 作曲・編曲：小西貴雄
3. 恋のカラフルパレット（Instrumental）
4. ふる里 (Instrumental)

## クレジット
- Sound Producer : Takao Konishi
- Musician : Yasuo Asai (Guitar)
- Mixing & Recording  Engineer: Go Katsuura
- Mastering Engineer : Tom Coyne (Sterling Sound)
- Director : Go Katsuura
- Assistant Director : Takako Ando (ZERO-9)
- Sales Promotion : Rika Saito (moontracks)
- Artist Management : Shigeru Kawata
- Art Direction & Design : Junichi Nakayama
- Photographer : Yuji Tsunokami
- Hair & Make-up : Hironori Sugiyama (pink), Anna Nakane (pink)
- Styling : Pinkish, Takako Ando, Yoko Yamada
- Executive Producer : Shigeki Ishikawa (ZERO-9)
- Special Thanks : 中西圭三, ЯIRE, 小菅洋一 (イオンモール羽生), 小林辰也, Masako Nakanishi (Sterling Sound), 埼玉県庁, 加須市役所, 加須市商工会, 加須市商工会青年部, 埼玉県商工会青年部連合会, 小倉電子企業社 (台湾), Team ZERO-9, Pinkish's Family, & いつも応援してくれるみんな